# Premier Congrès universel des races
Le Premier Congrès universel des races s'est réuni du 26 au 29 juillet 1911 à l'université de Londres. Il s'agissait d'un des premiers congrès visant à lutter contre le racisme. Des conférenciers de plusieurs pays ont discuté des relations interraciales et des moyens de les améliorer. 2 100 personnes ont participé à ce congrès, organisé principalement par Felix Adler, Gustav Spiller et Jean Finot. Philip Stanhop en était le président tandis que William Pember Reeves présidait son comité exécutif.

## Mission
L'invitation au congrès comportait ces observations :

« Pour discuter, à la lumière de la science et de la conscience moderne, des relations générales qui subsistent entre les peuples de l'Ouest et ceux de l'Est, entre les peuples dits “blancs” et les peuples dits “de couleur”, en vue d'encourager entre eux une compréhension plus complète, les sentiments les plus amicaux et la coopération plus chaleureuse…
L'échange de marchandises et d'autres biens entre les races de l'humanité a récemment pris une telle dimension que l'ancienne attitude de méfiance et de distanciation cède la place à un désir sincère d'une connaissance plus proche. De cette situation intéressante est née l'idée de tenir un Congrès où les représentants des différentes races pourraient se rencontrer face à face, et pourraient, dans une rivalité amicale, faire avancer la cause de la confiance et du respect mutuels entre l'Occident et l'Orient, entre les peuples dits “blancs” et les peuples dits “de couleur”,. »

### Travail
Plus de 50 pays et de 20 gouvernements ont envoyé des représentants. Il en a résulté 58 documents qui ont été classés en cinq groupes :
- considérations fondamentales ;
- conditions de progrès ;
- problèmes des rapports économiques inter-raciaux et des contacts pacifiques entre les civilisations ;
- prise de conscience des relations raciales
- propositions pour la promotion des relations interraciales.

Une série de recommandations ont été adoptées à ce congrès :
- Encourager l'établissement de relations harmonieuses entre les divisions de l'humanité est un préalable à toute tentative de diminuer la guerre et d'étendre la pratique de la conciliation.
- Recommander à tous d'adopter une conduite respectueuse et courtoise lors des contacts avec des individus d'une race différente ; privilégier l'étude des coutumes et des civilisations des autres peuples. Toutes les civilisations ont beaucoup à enseigner, et devraient être respectées eu égard à leurs racines historiques profondes.
- Souligner que les différences de civilisation ne doivent pas être interprétées en termes d'infériorité ou de supériorité
- Étudier les effets physiques et sociaux du métissage racial et ce qui le favorise (ou l'entrave).
- Demander aux gouvernements de compiler des statistiques sur le sujet et décourager les généralisations hâtives et grossières.
- Souligner l'absurdité de la croyance répandue parmi les peuples du monde que leurs coutumes, leur civilisation et leur physique sont supérieurs à celles des autres peuples, et désapprouver le manque de rigueur avec lequel le terme de "race" est employé.
- Insister sur l'importance de fournir dans tous les pays un système universel et efficace d'éducation - physique, intellectuel et moral– comme un des principaux moyens de promouvoir les relations cordiales entre toutes les divisions de l'humanité.
- Respecter (ou s'efforcer d'assimiler ou de changer), les normes économiques, hygiéniques, éducatives et morales des immigrants plutôt que de les considérer comme indéfendables ou fixes.
- Recueillir des comptes rendus d'expériences montrant le progrès humain possible de personnes relativement arriérées et encourager l'application universelle de ces méthodes.

## Participants

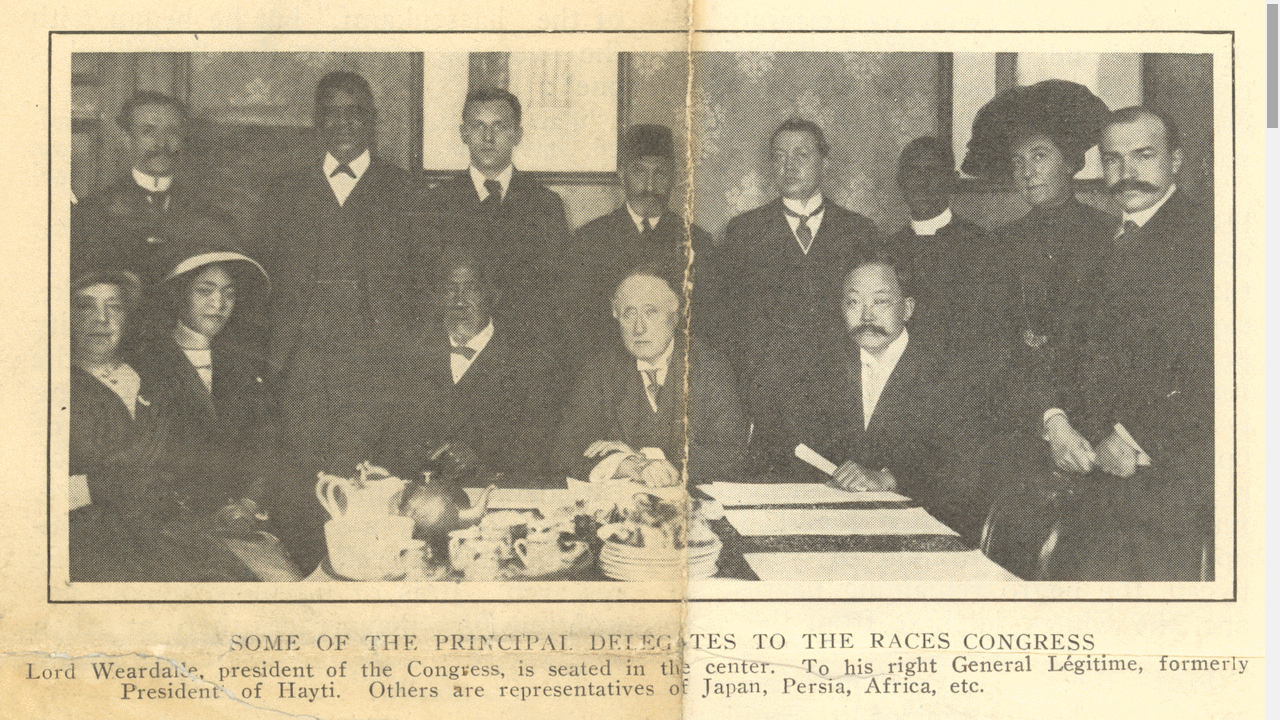
Principaux délégués au Premier Congrès universel des races, Londres, 1911.

- Felix Adler, délégué des États-Unis pour le Bureau National de l'Éducation[5]
- Alfred Cort Haddon, anthropologue et ethnologue britannique, qui a écrit un article pour le journal de la Science sur le congrès[6].
- Brajendra Nath Sceau, philosophe humaniste bengali et promoteur du Brahmo Samaj qui travaillait dans l'étude comparative des religions, a prononcé un discours intitulé "origines raciales" , introduisant le concept de divergence de groupe en ce qui concerne la génétique de l'évolution humaine et les effets de l'isolement reproductif[7].
- Charles Eastman, écrivain et médecin. D'origine sioux santee et anglo-américaine, connu pour son engagement politique en faveur des droits des Amérindiens, Charles Eastman représentait les Indiens de l'Amérique au congrès[8].
- Sarah J. Grenat accompagnée de sa sœur Susan McKinney. Susan McKinney a remis son rapport «Colored American Women » (Femmes de couleur américaines)  au congrès[9].
- Frances Hoggan[10]
- W. E. B. Du Bois, historien et sociologue américain, cofondateur de la National Association for the Advancement of Colored People (NAACP), a observé que le congrès pourrait clarifier l'état des connaissances scientifiques sur le sens de "race"[11] et a présenté un rapport intitulé « The Negro Race in the United States of America» (La race nègre aux États-Unis d'Amérique)[12].
- Marie-Blanche Ovington, cofondatrice de la NAACP
- Mojola Agbebi, un défenseur de l'auto-gouvernance pour les Églises d'Afrique, a présenté un document.
- William Sanders Scarborough, délégué de l'Université Wilberforce, et premier Afro-Américain appartenant à un collège aux États-Unis[13].
- Le chef de la foi Bahá'íe, `abdu'l-Bahá, a été invité à prendre la parole; il a envoyé des représentants, une lettre[14] et des présentations par un certain nombre de Bahá'ís[15].
- les autres porte-paroles religieux incluaient notamment Thomas William Rhys Davids, Genchi Kato et Alfred Caldecott[16].
- la féministe et pacifiste arménienne Lucy Thoumaian.

Après le congrès, Dusé Mohamed Ali a fondé à Londres l' African Times and Orient Review . Son premier numéro proclamait que «le récent Congrès universel des races, qui s'est réuni dans la métropole du monde anglo-saxon, a clairement démontré le grand besoin de l'existence d'un journal pan-oriental et pan-africain au siège de l'Empire britannique».